# Koen Wauters
Koen Maria Gaston Wauters (n. el 17 de septiembre de 1967) es un cantante flamenco que trabajó con la banda Clouseau, también es presentador de televisión, y en ocasiones actor y piloto de carreras.

## Biografía
Koen Wauters nació en Halle en 1967. Junto con sus tres hermanos y dos hermanas que pasó su juventud en Sint-Genesius-Rode. En su juventud, Koen Wauters era aficionado al fútbol, pero todos los sueños de una carrera profesional posible, terminó cuando él sufrió repetidas lesiones en la rodilla.

## Carrera musical
En 1987, Koen y su hermano Kris se unieron a la banda local Clouseau. Koen se convirtió en el líder y cantante de la banda. La banda y Koen se convirtieron en nombres de Flandes en 1989, cuando la canción Anne se convirtió en un gran éxito. Durante los próximos veinte años, se convirtió Clouseau en la banda más popular en Flandes.

## Actor
Koen Wauters ha actuado en 2 películas neerlandesas, My Blue Heaven (1990) y Intensive Care (1991).

## Presentador de TV
Kone Wauters empezó su carrera como presentador de televisión en 1989, como una de las primeras caras de la nueva VTM flamenca canal de televisión. Ha presentado espectáculos como De Super 50 (un espectáculo Hitparade), Familieraad,  Wedden dat?, 1 tegen 100 y  Op zoek naar Maria.
Junto con su hermano Kris Wauters, también miembro de Clouseau, presentó las tres temporadas de la versión flamenca de Pop Idol, Idool 2003, 2004 y Idool Idool 2007. Él también recibió X Factor en 2005.

## Carrera piloto de autos
La principal afición de Koen Wauters es conducir coches de carreras. Ha competido en el Rally Dakar 11 veces, y terminó 9 times. 1 Junto con su hermano Kris, que compite en el Campeonato GT de Bélgica. Su primera victoria en este campeonato fue en el circuito de Spa-Francorchamps el 10 de mayo de 2009.
Es un hecho poco conocido que Wauters Koen también participó como coconductor de la leyenda Boucles de Spa, 2010 y 2011. Fue coconductor a Marc Duez, otro piloto conocido de carreras belga para el FSE, junto con otros pilotos legendarios como Ari Vatanen, Droogmans Robert y Castelein Jacques.

## Vida personal
Después de anteriores relaciones con Babette van Veen y Liekens Dagmar, Koen Wauters se reunió a continuación, el presentador de MTV Carolyn Lilipaly en junio de 1998. Se casaron el 22 de diciembre de 1998, y se divorciaron en 2001.
Koen Wauters se casó con Valerie De Booser el 17 de julio de 2004. Tienen dos hijos, hija de Zita (25 de octubre de 2004) y el hijo de Nono (19 de mayo de 2006).
Koen Wauters is also an ambassador for Plan Belgium.